# René Martens
René Martens (Hasselt, 27 de mayo de 1955) es un ciclista belga. Debutó en 1978 y se retiró en 1990.

## Palmarés
| 1976 (como amateur) - Tríptico de las Ardenas - Vuelta a Lieja, más 2 etapas 1977 (como amateur) - Flecha de las Ardenas - Circuito de Hainaut 1979 - 2 etapas de la Semana Catalana 1981 - 1 etapa del Tour de Francia | 1982 - Tour de Flandes - Flèche Hesbignonne 1983 - Schaal Sels 1985 - Burdeos-París 1987 - Flèche Hesbignonne |

## Resultados en las Grandes Vueltas y Campeonatos del Mundo
| Carrera         | 1978 | 1979 | 1980 | 1981 | 1982 | 1983 | 1984 | 1985 | 1986 | 1987 | 1988  | 1989 | 1990 |
| --------------- | ---- | ---- | ---- | ---- | ---- | ---- | ---- | ---- | ---- | ---- | ----- | ---- | ---- |
| Giro de Italia  | -    | -    | -    | -    | -    | -    | -    | -    | -    | -    | -     | -    | -    |
| Tour de Francia | 26.º | 25.º | 30.º | 83.º | 24.º | Ab.  | 68.º | -    | -    | -    | 131.º | 91.º | -    |
| Vuelta a España | -    | -    | -    | -    | -    | 48.º | 51.º | 73.º | -    | -    | -     | Ab.  | -    |
| Mundial en Ruta | -    | -    | -    | 28º  | 16º  | 27º  | -    | -    | -    | -    | -     | -    | -    |

-: no participa

Ab.: abandono